# جان فورنير
جان فورنير (بالفرنسية: Jean Fournier)‏ هو لاعب رماية فرنسي، (ولد في Saint-Geniès-de-Malgoirès ‏ في فرنسا 1914 – 2003 م).

## وصلات خارجية
- جان فورنير على موقع الاتحاد الدولي (الإنجليزية)
- جان فورنير على موقع اللجنة الأولمبية الدولية (الإنجليزية)
- جان فورنير على موقع أوليمبيديا (الإنجليزية)